# Francisco Murguía
General Francisco Murguía López (Villa de Coss, Zacatecas, 5 de marzo de 1873 - Tepehuanes, Durango, 1 de noviembre de 1922) fue un militar mexicano así como Gobernador de Querétaro, del Estado de México y de Zacatecas que participó en la Revolución mexicana.

## Inicios
Nació en el Rancho de Guadalupito, en el municipio de Villa de Cos, Zacatecas el 5 de marzo de 1873, siendo hijo de José María Murguía y de Emeteria López; fue registrado el 4 de julio de ese año. De origen humilde se dedicó a la fotografía, estableciéndose en Monclova, Coahuila.
Contrajo matrimonio con Aurora González originaria de San Felipe perteneciente al municipio de Sabinas, Coahuila donde en esta ciudad realizó trabajos de fotografía.
En la actualidad en la ciudad de Sabinas, Coahuila existe una escuela secundaria con su nombre donde junto a la institución se encuentra una estatua en su honor.

## General
Como General constitucionalista asistió a la Convención de Aguascalientes, donde se opuso a la renuncia del primer Jefe. Cuando este salió para Veracruz, Murguía organizó una columna de diez mil hombres y marchó a Michoacán a reunirse con Manuel M. Diéguez, para juntos combatir el villismo en el occidente del país: recuperaron Guadalajara el 18 de enero de 1915, que se encontraba defendida por Calixto Contreras y Julián Medina. Durante el resto de ese año realizó una intensa campaña contra Francisco Villa en la zona del Bajío. Participó en los dos combates de Celaya, Trinidad y León, en este último se ganó el apodo de “Héroe de León”; en la Batalla de León, donde Obregón perdió un brazo, también tuvo una actuación relevante. Al mando de la Segunda División del Noroeste persiguió y combatió duramente a Villa. En 1916, fue designado jefe de Operaciones en Durango, y en 1917 de Chihuahua, ya con el Grado de General de División. En este último cargo entró en violento conflicto con su antecesor, Jacinto B. Treviño González. En 1920 permaneció leal a Carranza, quién lo nombró jefe de las Fuerzas que salieron con él de la Ciudad de México hacia Veracruz; así fue como dirigió la defensa de los convoyes hasta Aljibes, Puebla. A raíz de la debacle de Tlaxcalantongo fue aprehendido, enviado a prisión y sometido a proceso, acusado de falta de espíritu militar. Logró escapar de la cárcel y se refugió en Estados Unidos.

## Muerte
Se internó al país en 1922, con el intento de derrocar a Álvaro Obregón, pero el grupo de constitucionalistas a quienes había llamado para levantarse en armas no le respondieron y su intento fracasó. Cayó prisionero en Tepehuanes, Durango, y un Consejo de Guerra lo condenó a muerte. Fue fusilado el 1 de noviembre del mismo año. Su muerte fue bien recibida por su antiguo enemigo Francisco Villa quien le envió un telegrama al entonces ministro de Hacienda Adolfo de la Huerta felicitándolo por su triunfo sobre Murguía.